# Хемијска муниција
Хемијска муниција – муниција која представља бојеве отрове у виду гасова који моги бити различитоих намена (сузавац, кожно нервног дејства, нервно паралитилки и други).
Први пут је примењена од стране француске војске 1914. године. Активно су је користиле скоро све зараћене стране током Првог светског рата. Током Другог светског рата, упрко с постојању значајних количина хемијског наоружања и граната за њихово испаљивање, многе државе га нису примењивале.
У Совјетском Савезу хемијске гранате (пројектили) су третирани као димне гранате.